# Svib
Svib (svibovina, crni svib, drijen svib, svib drijen ; lat. Cornus sanguinea) veći je listopadni razgranati grm koji naraste i do 6 m. Raste u većem dijelu Europe i u zapadnoj Aziji, obično na rubovima šuma, jer voli topla, sunčana ili polusjenovita mjesta.
Razmnnožava se sjemenom ili korijenovim izdancima i reznicama. Plod je okrugla crna bobica sa svijetlim točkicama i jednom košticom koju nije preporučljivo jesti jer izaziva mučninu i probavne tegobe.
Po ovoj biljci ime je dobio peti mjesec – svibanj, u kojemu biljka i cvjeta, a naziv vrste (sanguinea, boje krvi) dolazi po boji lišća koje koncem jeseni poprima crvenu boju. Drvo svibovine tvrdo je i prikladno za izradu držaka raznog alata i štapova za hodanje. 

## Podvrste
- Cornus sanguinea subsp. australis (C.A.Mey.) Jáv.
- Cornus sanguinea subsp. cilicica (Wangerin) D.F.Chamb.
- Cornus sanguinea subsp. czerniaewii Grosset
- Cornus sanguinea subsp. hungarica (Kárpáti) Soó; Hrvatska
- Cornus sanguinea subsp. sanguinea; Hrvatska

## Sinonimi
- Cornus citrifolia Wahlenb.
- Cornus latifolia Bray
- Cornus sanguinea subsp. czerniaewii Grosset
- Cornus sanguinea subsp. sanguinea
- Cornus sylvestris Bubani
- Swida sanguinea (L.) Opiz
- Thelycrania sanguinea (L.) Fourr.

## Vanjske poveznice
- http://www.baumkunde.de/baumdetails.php?baumID=0189
- http://www.forst.tu-muenchen.de/EXT/LST/BOTAN/INSTITUT/LANG/KNOS/HABIT/corsan.html  Arhivirana inačica izvorne stranice od 26. rujna 2007. (Wayback Machine)
- http://imsdd.meb.uni-bonn.de/giftzentrale/hartriegel.html  Arhivirana inačica izvorne stranice od 13. lipnja 2007. (Wayback Machine)